# Къркланд
Къркланд (на английски: Kirkland) е град в окръг Кинг, щата Вашингтон, САЩ. Къркланд е с население от 45 054 жители (2000) и обща площ от 28,5 km². Намира се на 4& nda sh; 152 m надморска височина. ЗИП кодът му е 98033, 98034, 98083, а телефонният му код е 425.